# Stylidium scandens
Stylidium scandens är en tvåhjärtbladig växtart som beskrevs av Robert Brown. Stylidium scandens ingår i släktet Stylidium och familjen Stylidiaceae. Inga underarter finns listade i Catalogue of Life.

## Bildgalleri

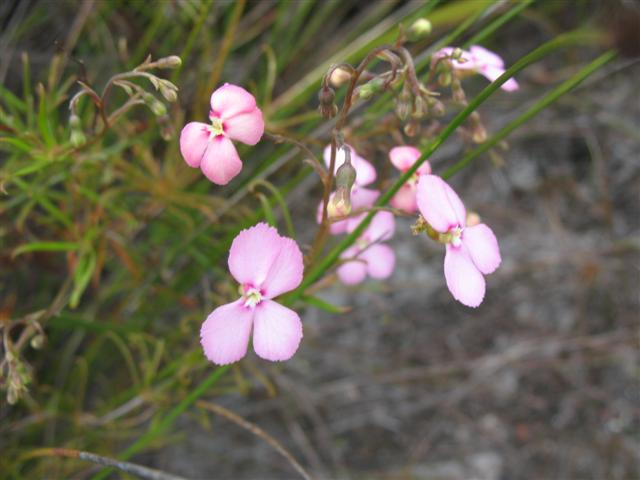
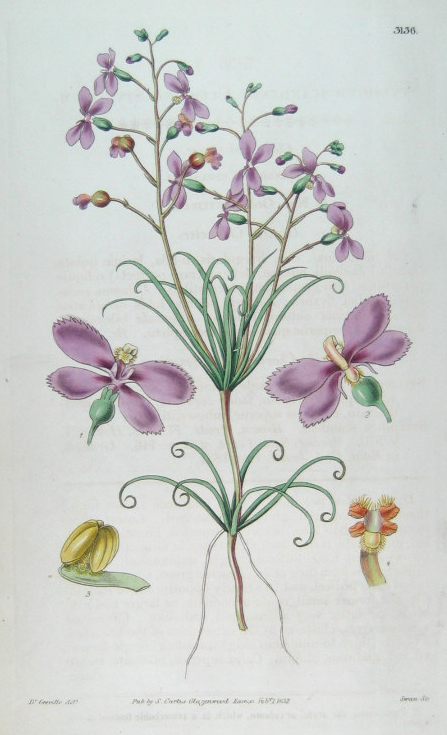